# 20 anys de Companyia Elèctrica Dharma
20 anys de Companyia Elèctrica Dharma és el quinzè treball del grup de rock català Companyia Elèctrica Dharma. Es tracta d'un àlbum doble enregistrat en directe el 23 d'abril del 1994 al Palau Sant Jordi de Barcelona, arran d'un concert donat per celebrar el vintè aniversari de la creació del grup. L'acte va reunir més de 22.104 espectadors i hi van col·laborar més de 15 artistes del món de la música, entre els quals s'hi trobaven Joan Manuel Serrat, Maria del Mar Bonet, Toti Soler, Pascal Comelade, Els Pets, Sau i Sangtraït.

## Temes[2][3]
CD 1
1. «Titu-tiru-ritu» (Cercavila)
2. «La presó del rei de França»
3. «Força Dharma!»
4. «La terra festejada» - amb els Grallers de l'Acord
5. «Stella*Splendens» - amb els Grallers de l'Acord
6. «L'àngel de la dansa» - amb els Grallers de l'Acord
7. «Catalluna» - amb Max Sunyer
8. «Si encara fossis aquí» - amb Max Sunyer i Joan Vinyals
9. «Adéu, estrella del dia» - amb Jordi Soley
10. «L'Oucomballa» - amb Jordi Soley
11. «Inanaihé!» - amb Ca Ma Deila
12. «Contra el fusell, un somriure»
13. «La gent vol viure en pau»
14. «El cant dels ocells» - amb Pascal Comelade
15. «Tramuntana» - amb Max Sunyer i Joan Vinyals
16. «Les bruixes del Maresme» - amb Jordi Soley

‘’’CD 2’’’
1. «La mediterrània se'ns mor» - amb Maria del Mar Bonet i Toti Soler
2. «El testament d'Amèlia» - amb Ginesa Ortega, Toti Soler i Toni Oró
3. «Ciutats!» - amb Sangtraït
4. «Esperant l'autobús» - amb Els Pets
5. «Muntanyes russes» - amb Sau
6. «Cançó del lladre»
7. «Ball llunàtic-Toc» - amb la Cobla Mediterrània
8. «Mater marítima» - amb la Cobla Mediterrània
9. «Sant Martí del Canigó» - amb la Cobla Mediterrània
10. «La moixeranga del Titu» - amb la Cobla Mediterrània
11. «La Patum» - amb Grallers de l'Acord
12. «Ara que tenim vint anys» - amb Joan Manuel Serrat
13. «Voldria ser la teva música» - amb Ia i Batiste
14. «Correfoc/L'avalot de la Caterva»
15. «La presó de Lleida» - amb Max Sunyer

## L'espectacle
El concert estava dividit en dues parts, la primera on l'Elèctrica Dharma va tocar en solitari i la segona amb un seguit de col·laboracions d'altres artistes interpretant cançons del grup. Va ser concebut com un gran espectacle total de caràcter teatral. L'espectacle va ser retransmès per TV3 i s'ha editat també en format DVD.
Es va iniciar amb comentaris en off d'un locutor del grup teatral Comediants, amb qui la Dharma havia col·laborat als seus inicis. Tot seguit una apagada general de llum en tot l'estadi arranjat amb xiulets i petards i així progressivament fins a tres cops. L'aparició de la Dharma amb la cercavila creà una gran eufòria; d'un lateral de l'escenari situat sobre una plataforma, el grup començà ainterpretar la cançó Titu-tiru-ritu, per seguir la marxa arrossegats per vuit extres amb una combinació de llum i il·luminació de bengales. La cercavila va recórrer tota la pista fins a aturar-se al lateral de l'escenari oposat d'on van sortir.
El concert pròpiament dit va començar amb la cançó de la Presó del rei de França on la Dharma va donar la benvinguda al públic. Tot seguit van interpretar la cançó que els identifica com a grup, Força Dharma i va continuar amb Festejada, Stella Splendens, L'àngel de la dansa, Catalluna i la cançó Si encara fossis aquí, dedicada al component desaparegut del grup Esteve Fortuny. Després van seguir les cançons Adéu, L'ou com balla (en la qual apareix ballant un actor disfressat d'ou) i La cosa està negra, per acabar la primera part interpretant Contra el fusell un somriure i La gent vol viure en pau, dues cançons reivindicatives i catalanistes amb un missatge de força i esperança per un món millor.
El primer convidat de la segona part va ser Pascal Comelade, amb la cançó El Cant dels Ocells, seguit de l'actuació de Maria del Mar Bonet amb Toti Soler interpretant La Mediterrània se'ns mor, Ginesa Ortega i Toti Soler amb El testament d'Amèlia, Sangtraït amb Ciutats, Els Pets amb Esperant l'autobús i Sau amb la cançó Muntanyes Russes. Tot seguit la Cobla Mediterrània va interpretar Ball Llunàtic, Mater Marítima, Sant Martí del Canigó i La moixeranga del Titu. L'acte va continuar amb l'actuació dels Timbalers amb la cançó La Patum. L'aparició de Joan Manuel Serrat cantant Ara que tenim vint anys va crear una gran eufòria entre el públic, i finalment va haver-hi l'actuació de Ia i Batiste, que van interpretar Voldria ser la teva Música en la qual hi van participar tots els artistes que havien col·laborat en el transcurs del concert. L'espectacle acabà amb una explosió de pètals que va omplir tot l'espai de l'escenari.
Es van fer dos bisos: Correfoc, on Joan Fortuny a mitja cançó obre una bengala de llum que il·lumina tot el Palau Sant Jordi, i una de les cançons far del grup La presó de Lleida.